# Roberta Gemma

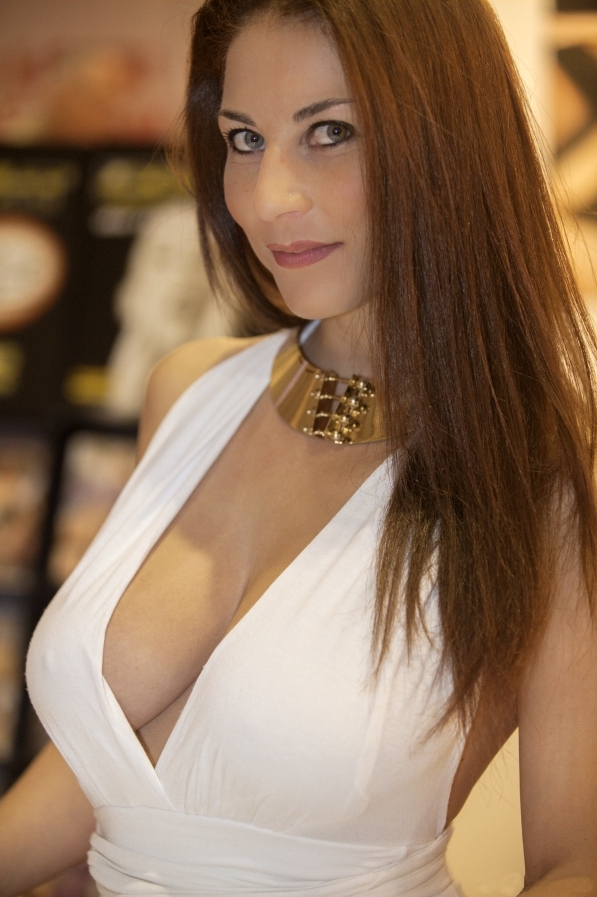
Roberta Gemma auf der Venus Berlin, 2012.

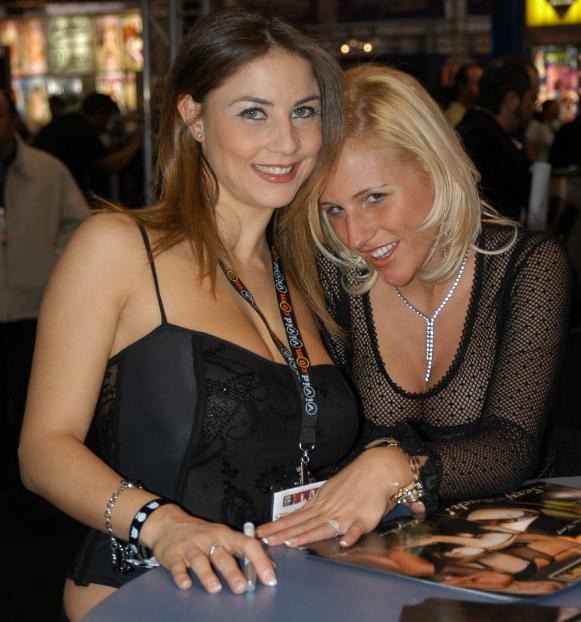
Roberta Gemma (links) und Kollegin Michelle Ferrari auf der AVN Adult Entertainment Expo, 2007

Roberta Gemma (früher: Roberta Missoni, eigentlich: Floriana Panella, * 15. Dezember 1980 in Marino bei Rom) ist ein italienisches Nacktmodel und Pornodarstellerin.

## Karriere
Roberta Gemma ist wie auch Brigitta Bulgari bei dem Label Sins Factory der Produktionsfirma Pinko unter Vertrag. Sie wurde  für ihre Leistungen als Hauptdarstellerin in dem Pornospielfilm The Order (u. a. mit Horst Baron) von Francesco Fanelli mit dem Eroticline Award als beste Newcomerin ausgezeichnet. Sie lebt in Rom.
Unter ihrem früheren Namen Roberta Missoni war sie regelmäßig in Call-In-Sexshows auf den Hotbird-Satellitenkanälen der italienischen Produktionsfirma Diva Futura zu sehen. Daneben kam sie auch zu Fernseh-Auftritten außerhalb von Erotik-Sendungen, so bei Soliti ignoti auf Rai Uno, der Maurizio Costanzo-Show auf Canale 5 und als Lockvogel in einer Versteckte-Kamera-Sequenz der Sendung Stile libero – Max auf Rai Due.
Auf Veranlassung der von Ottavio Missoni begründeten italienischen Modefirma Missoni s.p.a. wurde ihr die weitere Verwendung dieses Namens untersagt.

## Auszeichnungen
- 2006: Eroticline Award als Beste Newcomerin International[1]
- 2007: Eroticline Award, Preis für herausragende Leistungen
- 2008: Eroticline Award als Bester Cross Over Star International
- 2010: Venus Award als Beste Darstellerin Europa
- 2011: Venus Award als Beste Darstellerin Europa[2]
- 2012: Venus Award als Crossover Star

## Filmografie (Auswahl)
- 2005: Vengooo
- 2005: Lesbo Italia
- 2006: The Order
- 2006: Dietro da impazzire
- 2007: Desideri e passioni
- 2007: The Specialist
- 2007: Luna’s Angels
- 2007: Diario di una segretaria
- 2007–2008: Glamour Dolls 2, 4
- 2008: Semplicemente Roberta
- 2008: Sottomessa. Racconto di una segretaria
- 2008: House of flesh mannequins
- 2008: Arrivano i mostri
- 2009: Ex
- 2009: Il museo della carne
- 2009: A Natale con chi vuoi
- 2013: Big Tits in Uniform 9